# Attica (Míchigan)
Attica es un lugar designado por el censo ubicado en el condado de Lapeer en el estado estadounidense de Míchigan. En el Censo de 2010 tenía una población de 994 habitantes y una densidad poblacional de 77,25 personas por km².

## Geografía
Attica se encuentra ubicado en las coordenadas 43°1′27″N 83°9′39″O / 43.02417, -83.16083. Según la Oficina del Censo de los Estados Unidos, Attica tiene una superficie total de 12.87 km², de la cual 12.37 km² corresponden a tierra firme y (3.88%) 0.5 km² es agua.

## Demografía
Según el censo de 2010, había 994 personas residiendo en Attica. La densidad de población era de 77,25 hab./km². De los 994 habitantes, Attica estaba compuesto por el 97.18% blancos, el 0.1% eran afroamericanos, el 0.3% eran amerindios, el 0% eran asiáticos, el 0% eran isleños del Pacífico, el 1.31% eran de otras razas y el 1.11% pertenecían a dos o más razas. Del total de la población el 4.83% eran hispanos o latinos de cualquier raza.